# 梁葆貞
梁葆貞（英語：Leung Po Ching，1936年6月1日—），藝名白蓮及白梨香，香港人，籍貫廣東佛山南海；是香港的資深演員。早於1950年代便在電影演出，50至70年代主力在中國大陸演出，1979年回流香港，至1980年代開始活躍於無綫電視，在電視劇中多數飾演怕事、貪小便宜的師奶、戇直婦人一類甘草角色，她的代表角色為處境喜劇《香港八一》中順嫂一角。

## 家庭背景
梁葆貞的父親是有香港已故演藝名宿，有「南洋粵劇界四大天王」及「丑生王」之稱的梁醒波。其兩名姊妹文蘭（原名梁葆英）及梁寶珠亦為知名藝人，曾與著名演員陳寶珠合組「孖寶劇團」。梁氏一家早年在九龍尖沙咀德成街生活，與已故著名粵劇劇作家唐滌生為鄰居。梁葆貞在新加坡出生，直至十歲才被接到香港居住。由於梁醒波在香港演戲，把她交由祖母照顧。在中國廣州居住，國家文化局任職，丈夫是醫生，育有一子一女。

## 演藝歷程
梁葆貞的演出經驗豐富，1950年代起便先後以「白蓮」 及 「白梨香」作藝名演出多部電影，其中1952年的《再訪香城艷》中更與父親梁醒波一同演出。
梁葆貞在50至70年代在中國大陸演出，70年代向父親表示有意回港，最後在梁醒波與中國政府交換條件下，梁葆貞得到中國當局放行回港。1981年劉天賜籌拍新處境劇《香港81》，需要新面孔演員，在父親梁醒波的喪禮上認識梁葆貞而力邀她演「順嫂」一角。
梁葆貞最為人所認識的是1981年至1986年期間，在處境喜劇《香港八一》系列中擔演「順嫂」一角，而由於其扮演的這個沒甚麼學識的典型傳統婦女角色深入民心，漸漸地「順嫂」一詞亦時被用作形容無知婦孺的意思（例1、例2）。1999年，在《香港八一》系列中飾演「順嫂」姐夫「懋叔」一角的老演員黃新因中風病逝，梁葆貞稱二人合作五年之久，已由同事轉成好朋友。設靈當日，梁葆貞親身到場致祭，更忍不下淚水放聲嚎哭。由《香港81》演到《香港86》，順嫂令她深入家庭。那幾年她接拍了十個廣告，又拍了電影。
1994年，梁葆貞在另一處境喜劇《餐餐有宋家》中飾演宋亞好一角，她所扮演的是家族中的姑婆角色，性格貪小便宜、無知，但對家人照顧週到。其後，梁葆貞在長壽劇《真情》中擔演拿督歸齡高夫人司徒珠一角，再次為港人所熟悉。
梁葆貞也是香港演藝人協會的成員之一。
約滿後定居加拿大。

## 演出作品

### 電視劇（無綫電視）
- 1981年至1986年
  - 《香港八一》系列 飾 霍美娥（順嫂，懋叔亡妻之妹）
- 1987年
  - 《大運河》飾 越王楊素夫人鄭祁耶
- 1988年
  - 《大茶園》 飾 蔣媽
  - 《鬥氣一族》
- 1989年
  - 《義不容情》
  - 《回到唐山》
- 1990年
  - 《回到未嫁時》
  - 《天若有情》
- 1991年
  - 《浪族闊少爺》 飾 媽姐
- 1994年
  - 《餐餐有宋家》 飾 宋亞好
- 1995年
  - 《情濃大地》 飾 蔡淑賢
  - 《真情》 飾 司徒珠（歸拿督夫人）
  - 《萬里長情》 飾 雷星輝（王偉飾）母親
  - 《刑事偵緝檔案II》 飾 端木紫之姑母（檔案十一：端木紫之謎）
- 1996年
  - 《笑傲江湖》 飾 定靜師太
- 1997年
  - 《難兄難弟》 飾 曾鳳嬌（邵芳芳之母）
  - 《大鬧廣昌隆》 飾 夫嫲
- 1998年
  - 《掃黃先鋒》 飾 馬彩英 (江楚帆(歐陽震華飾)之母)
- 2001年
  - 《酒是故鄉醇》 飾 五　娘（古桂生及古桂霖之乳娘）
- 2002年
  - 《皆大歡喜》 飾 林白菜（林嬸）
- 2003年
  - 《花樣中年》 飾 許芳
- 2005年
  - 《我師傅係黃飛鴻》 飾 盧芳
  - 《牛郎織女》 飾 羅秀秀（在2007年於翡翠台播映）
  - 《隨時候命》 飾 蓮姐
- 2006年
  - 《高朋滿座》 飾 林嬸
  - 《轉世驚情》 飾 申王氏
- 2007年
  - 《舞動全城》 飾 梁太（舞蹈坊學員）
  - 《奸人堅》 飾 郭金
  - 《兩妻時代》飾 許詠誼
  - 《蘭花刼》 飾 江范飄香（海外首播）

### 電視劇（香港電台）
- 2010年
  - 《愛回家》（爺爺的大玩偶） 飾 鍾師傅妻

## 電影
- 1951年
  - 《怪錯有情郎》 飾 張愛菊

1952年
  - 《再訪香城艷》 飾 陸太太

1955年
  - 《鴛鴦譜》
  - 《花都綺夢》 飾 露絲

1956年
  - 《勾魂使者》 飾 葛波

1962年
  - 《乳燕驚魂》

1983年
  - 《瘋狂八三》

1984年
  - 《君子好逑》

1989年
  - 《奇蹟》

1990年
  - 《靚足100分》
  - 《喋血街頭》

## 外部連結
- 帶銀公主@遊樂場：香港綠葉演員資料庫 - 梁葆貞 （页面存档备份，存于）
- 香港電影資料館 - 梁葆貞[永久]